# Jalaid
Jalaid (tiếng Mông Cổ: ᠵᠠᠯᠠᠢᠳ ᠬᠣᠰᠢᠭᠤ Jalaid qosiɣu; giản thể: 扎赉特旗; phồn thể: 紮賚特旗; bính âm: Zālàitè Qí, Hán Việt: Trát Lãi Đặc kỳ) là một kỳ của minh Hưng An, khu tự trị Nội Mông Cổ, Trung Quốc. Các lĩnh vực kinh tế chính của kỳ là lâm nghiệp, chăn nuôi cừu, trồng trọt và xuất khẩu vật nuôi. Kỳ có mối quan hệ hữu nghị với Portsmouth, Anh từ tháng 3 năm 2004.

## Hành chính

### Trấn
| - Âm Đức Nhĩ (音德尔镇) - Tân Lâm (新林镇) - Ba Ngạn Cao Lặc (巴彦高勒镇) - Triêu Nhĩ Lặc (胡尔勒镇) | - A Nhĩ Bản Cách Lặc (阿尔本格勒镇) - Ba Đạt Nhĩ Hồ (巴达尔胡镇) - Xước Lặc (绰勒镇) - Đồ mục Cát (图牧吉镇) |

### Hương
| - Ngũ Gia Hộ (五家户乡) - Ba Đại (巴岱乡) - Hảo Lực Bảo (好力保乡) | - Nỗ Văn Mộc Nhân (努文木仁乡) - Tiểu Thành Tử (小城子乡) - Nhị Long Sơn (二龙山乡) |

### Tô mộc
- Bảo Lực Căn Hoa (宝力根花苏木)
- A Lạp Đạt Nhĩ Thổ (阿拉达尔吐苏木)
- Ba Ngạn Ô Lan (巴彦乌兰苏木)

### Khác
- Mục trường Bát Nhất (1/8) (八一牧场)
- Nông trường Ba Đạt Nhĩ Hồ (巴达尔胡农场)

## Khí hậu
| Dữ liệu khí hậu của Jalaid              | Dữ liệu khí hậu của Jalaid | Dữ liệu khí hậu của Jalaid | Dữ liệu khí hậu của Jalaid | Dữ liệu khí hậu của Jalaid | Dữ liệu khí hậu của Jalaid | Dữ liệu khí hậu của Jalaid | Dữ liệu khí hậu của Jalaid | Dữ liệu khí hậu của Jalaid | Dữ liệu khí hậu của Jalaid | Dữ liệu khí hậu của Jalaid | Dữ liệu khí hậu của Jalaid | Dữ liệu khí hậu của Jalaid | Dữ liệu khí hậu của Jalaid |
| Tháng                                   | 1                          | 2                          | 3                          | 4                          | 5                          | 6                          | 7                          | 8                          | 9                          | 10                         | 11                         | 12                         | Năm                        |
| --------------------------------------- | -------------------------- | -------------------------- | -------------------------- | -------------------------- | -------------------------- | -------------------------- | -------------------------- | -------------------------- | -------------------------- | -------------------------- | -------------------------- | -------------------------- | -------------------------- |
| Trung bình ngày tối đa °C (°F)          | −10.1 (13.8)               | −4.4 (24.1)                | 3.8 (38.8)                 | 14.3 (57.7)                | 22.2 (72.0)                | 27.1 (80.8)                | 28.1 (82.6)                | 27.0 (80.6)                | 21.4 (70.5)                | 12.6 (54.7)                | 0.3 (32.5)                 | −8.3 (17.1)                | 11.2 (52.1)                |
| Tối thiểu trung bình ngày °C (°F)       | −21.7 (−7.1)               | −16.7 (1.9)                | −8.5 (16.7)                | 1.0 (33.8)                 | 8.8 (47.8)                 | 15.2 (59.4)                | 18.2 (64.8)                | 16.2 (61.2)                | 8.8 (47.8)                 | 0.3 (32.5)                 | −10.5 (13.1)               | −19.1 (−2.4)               | −0.7 (30.8)                |
| Lượng Giáng thủy trung bình mm (inches) | 1.3 (0.05)                 | 1.0 (0.04)                 | 4.0 (0.16)                 | 17.2 (0.68)                | 29.7 (1.17)                | 79.2 (3.12)                | 140.1 (5.52)               | 100.7 (3.96)               | 40.2 (1.58)                | 13.9 (0.55)                | 2.5 (0.10)                 | 3.0 (0.12)                 | 432.8 (17.05)              |
| Nguồn:                                  |                            |                            |                            |                            |                            |                            |                            |                            |                            |                            |                            |                            |                            |